# 川崎大翔
川崎 大翔（かわさき ひろと、1991年7月5日 - ）は、日本の元ラグビー選手。

## プロフィール
- 大阪府出身[1]。
- 現役時代のポジションはフランカー(FL)。
- 身長 183cm、体重 103kg
- ニックネームはかわさき、ひろと、さき。
- ニュージーランド留学を経験したことがある[2]。

## 来歴
2010年、大阪桐蔭高校卒業後、大阪体育大学に入る。　
2014年、大阪体育大学卒業後、Honda Heat(現・三重ホンダヒート)に加入。同年9月28日に行われたトップウェストA第2節の大阪府警察戦にて先発出場で公式戦初出場を果たす。
2023年、現役を引退した。